# Porto vecchio di Marsiglia
Il Porto vecchio di Marsiglia (Vieux Port in francese, lou Port-Vièi, secondo la norma mistraliana, il Lacydon degli antichi) è un porto che si trova nel centro della città di Marsiglia.
Da sempre centro storico, culturale, economico della città, il Porto vecchio è oggi un porto turistico, essendo le attività marittime trasferite al più vasto Gran porto marittimo di Marsiglia. Si tratta di un golfo allungato che si estende verso l'entroterra con l'asse in direzione est-nord-est, fiancheggiato da due lungomare, il Quai du Port a nord e il Quai de la Rive Neuve a sud e terminante in testa con il Quai des Belges.

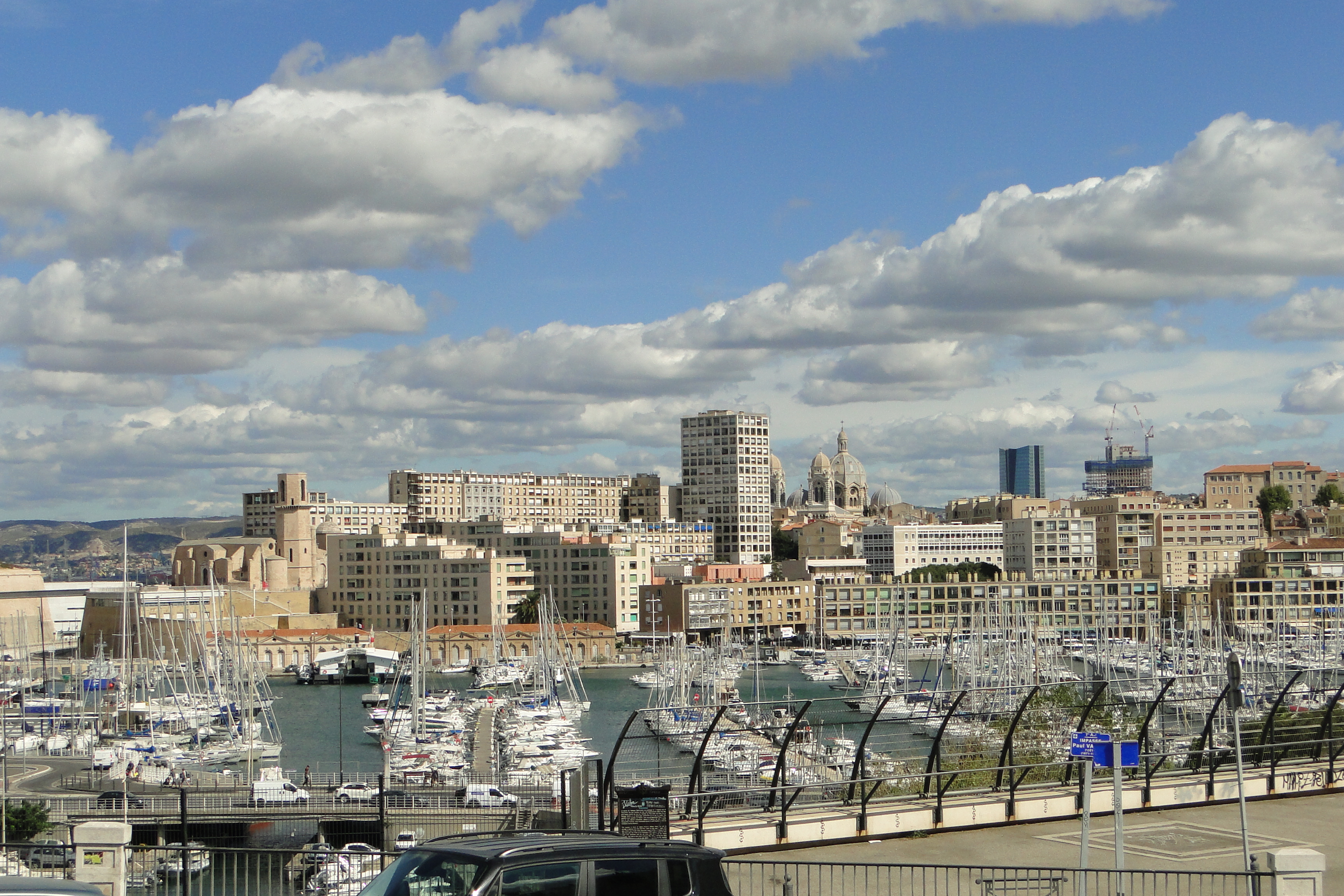
Il Vieux Port visto dai piedi della collina di Notre-Dame-de-la-Garde.

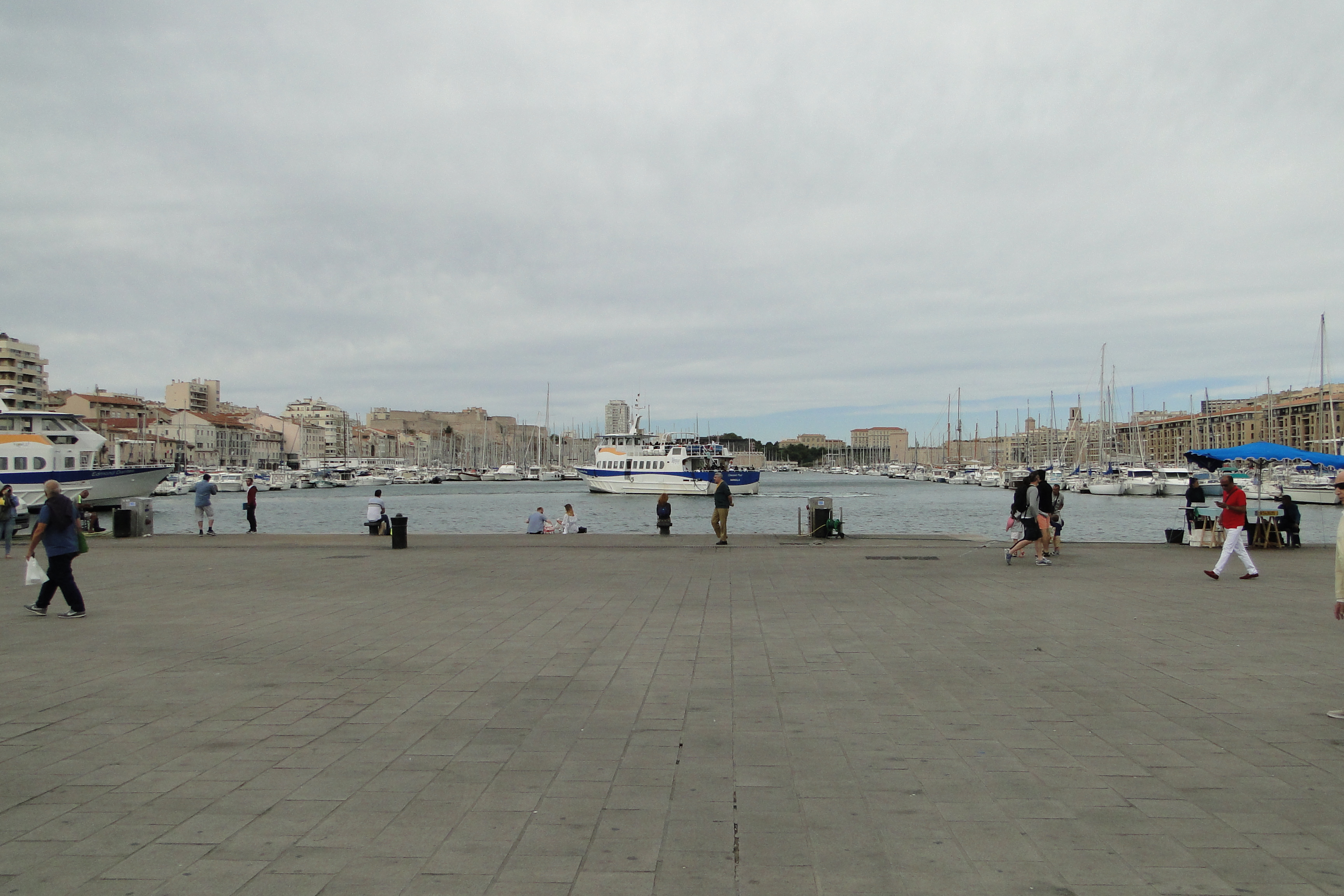
Il Vieux Port visto dal Quai des Belges

## Storia

### Storia antica
Nel VII secolo a.C. i Fenici sbarcarono nel calanco del Lacydone, che forma oggi il Porto Vecchio di Marsiglia, e si insediarono sulla riva settentrionale del porto costruendovi dei templi, un teatro e un'agorà.
La città era protetta da una cinta di bastioni, parti dei quali sono ancor oggi visibili presso il Jardin des Vestiges, il cui tracciato si svilupperà fino al XVII secolo per l'aumento della popolazione. La riva sud-est era invece occupata da cave dalle quali sono state estratte le pietre che vennero utilizzate per la costruzione dei bastioni.

Limite dell'antica riva del porto di Marsiglia verso il I secolo a.C.
Leggenda della pianta:
1. Jardin des Vestiges, 2. Museo di storia di Marsiglia, 3. Palazzo della Borsa, 4. Chiesa di San Ferreolo, 5. Place Général de Gaulle, 6. Opéra municipal, 7. Palazzo di giustizia, 8. Forte Saint-Nicolas, 9. Palais du Pharo, 10. Fort Saint-Jean, 11. Chiesa di San Lorenzo, 12. Hôtel de Ville, 13. Place Jules Verne, 14. Hôtel Daviel, 15. Chiesa di Notre Dame des Accoules, 16. Place de Lenche, 17. Place des Moulins, 18. Hôtel-Dieu, 19. Chiesa di San Cannato, 20. La Vieille Charité, 21. Cattedrale.

Il fondo del porto era occupato da paludi che vennero progressivamente bonificate durante la presenza greca, come mostrano gli scavi archeologici effettuati prima della costruzione di un parcheggio sotterraneo in Place Général de Gaulle.

### Medioevo
Durante il Medioevo l'attività portuale è prevalentemente dedicata alla pesca e al cabotaggio, mancando l'entroterra marsigliese di prodotti da esportare ed essendo la città distante dalla circolazione commerciale del Rodano. L'attività commerciale del Vecchio Porto resta quindi inferiore a quello di Port-de-Bouc fino all'inizio del XVI secolo. L'economia portuale si evolve solo a partire dal 1282, intorno ad attività militari e di pirateria..
Sulla riva meridionale, tra i secoli III e IX viene eretta la possente Abbazia di San Vittore. A est dell'abbazia si sfruttano saline fin dal VI secolo. Esse fan parte della donazione di Tiberto, conte di Provenza, all'abate di San Vittore nel X secolo. Rimangono proprietà dell'abbazia finché questa le vende nel 1512.
Dal X secolo le paludi seccatesi sulla riva est del porto prendono il nome di "piana di Fourmiguier". Vi sono installati magazzini, cantieri di carpenteria e un cantiere comunale di costruzioni navali. Cordai vi si installano e lavorano la canapa per la fabbricazione di gasse e cordami. È dalla canapa coltivata, in lingua provenzale canebe, che viene il nome di Canebière, via principale che attraversa il centro storico di Marsiglia per circa un chilometro, dal Porto Vecchio al quartiere Réformés.
Nel 1265, il conte di Provenza, Carlo I, ordina agli armatori della città una trentina di galere completamente equipaggiate. Nel 1291, Carlo II predispone a sudovest del porto un imbarcadero militare. Nel 1296 ottiene dalla città sulla "piana di Fourmiguier" una concessione per installarvi dei cantieri navali.

### Dal XV al XVII secolo

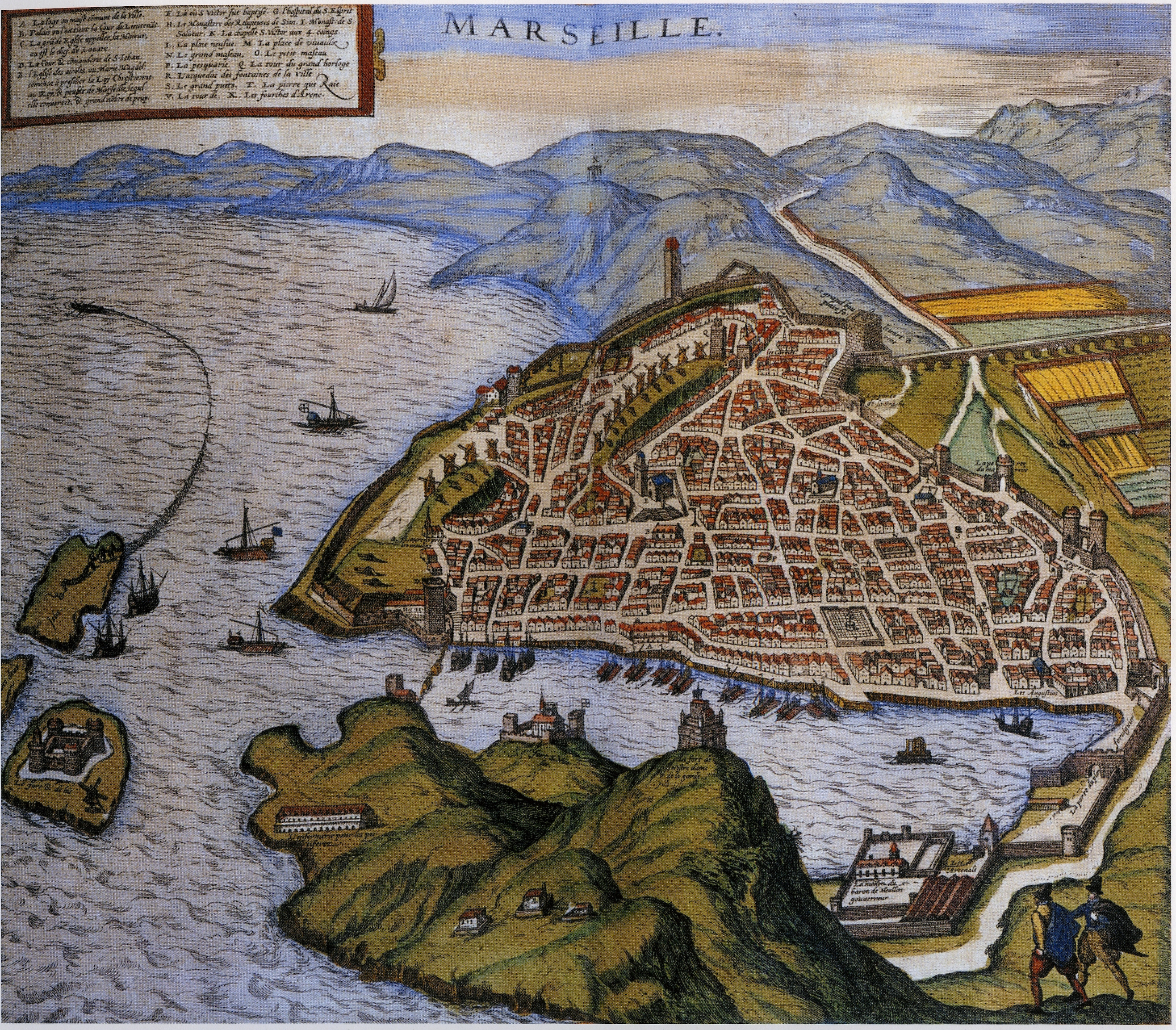
Carta di Marsiglia del 1584

Nel 1423, tra il 20 e il 23 novembre, ebbe luogo il sacco di Marsiglia, a opera di truppe del re Alfonso V d'Aragona, giunte via mare. Le galere spagnole investirono la torre Saint-Jean. Esse ripartirono con, tra l'altro, le catene che sbarravano l'accesso al porto come trofeo. Queste catene si trovano su un muro della Cappella del Santo Calice nella cattedrale di Valencia.
Solo dall'annessione del 1481 Marsiglia si apre su un vasto entroterra e comincia ad acquisire il ruolo di grande porto francese. Le prime banchine furono costruite nel 1515, ma a quella data le grandi navi evitavano ancora di ormeggiarsi nel porto.
Nel 1488 furono eretti per ordine di Carlo VIII i Tercenaux (arsenali delle galere) allo scopo di ospitare le galere reali:
- Sulla "piana Fourmiguier" il porto costruito da Carlo II fu ingrandito e inglobato il cantiere comunale. Si realizza così l'"arsenale delle galere", del quale rimane ancor oggi un padiglione sul corso Estienne d'Orves.
- All'uscita del porto l'antica torre di Renato d'Angiò e l'ospedale dei Cavalieri Ospitalieri vengono integrati nel nuovo forte costruito dal cavaliere di Clerville, che prende il nome di Fort Saint-Jean.
- Sull'altra riva viene eretto, attorno alla cappella di san Nicola, il Forte San Nicola, ad opera dello stesso architetto.

Alla fine del XVI secolo, nel quartiere dell'Hôtel de Ville, vengono erette le attualmente più vecchie case di Marsiglia: l'hôtel de Cabre e la Maison Diamantée. La Loggia dei mercanti, nel 1599 fa erigere l'attuale municipio di Marsiglia dagli architetti Gaspard Puget e Mathieu Portal.
Nel 1666 il re Luigi XIV ordina l'ampliamento della città. I bastioni vengono distrutti, e la città si estende su entrambe le rive del porto.

### XVIII secolo
Nel 1719, davanti al fort Saint-Jean, viene la "stazione sanitaria" che completa il dispositivo di quarantena dell'arcipelago delle Frioul. Questo dispositivo si rivelerà impotente di fronte alla peste di Marsiglia del 1720. Nel 1862 verrà eretto un secondo edificio identico al primo.

### XIX secolo: costruzione del nuovo porto

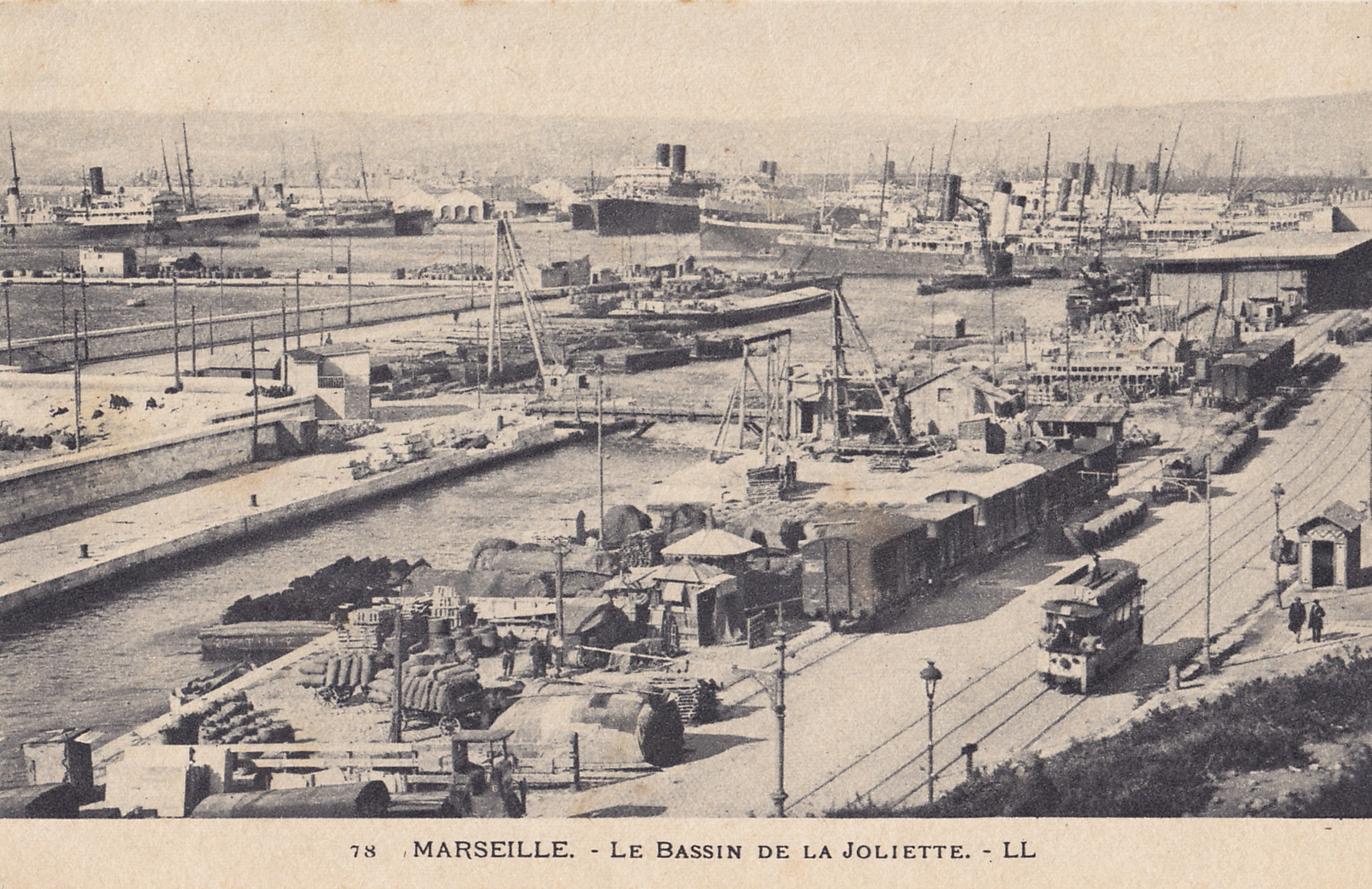
Il bacino della Joliette, alla stessa epoca.

L'estensione del porto era auspicata da tempo, ma all'inizio del XIX secolo i progetti non si erano ancora concretizzati, come quello del 1805 di costruire un nuovo bacino verso sud. Gli unici lavori erano stati il consolidamento e la costruzione di un bacino di carenaggio nel 1829 (con la sua macchina a vapore nel 1836).
Nel 1833 l'ingegner Poirel cominciò la costruzione della diga di Alger con la nuova tecnica dei grandi blocchi di cemento, che erano meno costosi e ben più resistenti ai marosi che le vecchie opere in muratura..
A partire dal 1840 il traffico divenne troppo intenso per la capacità del porto (ingombro, capacità di accoglienza) e un ampliamento parve indispensabile. Il traffico passò da 1 374 067 tonnellate a 2 932 005 nel 1847. Modesti progetti di ampliamento si succedevano. Secondo porto di Francia, la posta in gioco divenne troppo importante e la decisione sfuggì alla città: con la legge del 5 agosto 1844 il governo ordinò la costruzione del bacino della Joliette, a nord del porto, attraverso un ambizioso cantiere (18 milioni di franchi). La costruzione della diga del Large riprese le tecniche dei blocchi di cemento.
Le infrastrutture della Joliette cominciarono a essere utilizzate 1847, il bacino fu pronto nel 1853. Anche il porto ausiliario dell'arcipelago del Frioul fu ingrandito.
L'ampliamento del porto proseguì con la legge del 10 giugno 1854 e col decreto del 23 novembre 1856, che disposero la costruzione dei bacini del Lazaret et d'Arenc, e poi la costruzione del bacino Napoleone (1859).
Per collegare il vecchio porto al nuovo venne realizzata la rue Impériale (oggi rue de la République).

### XX secolo

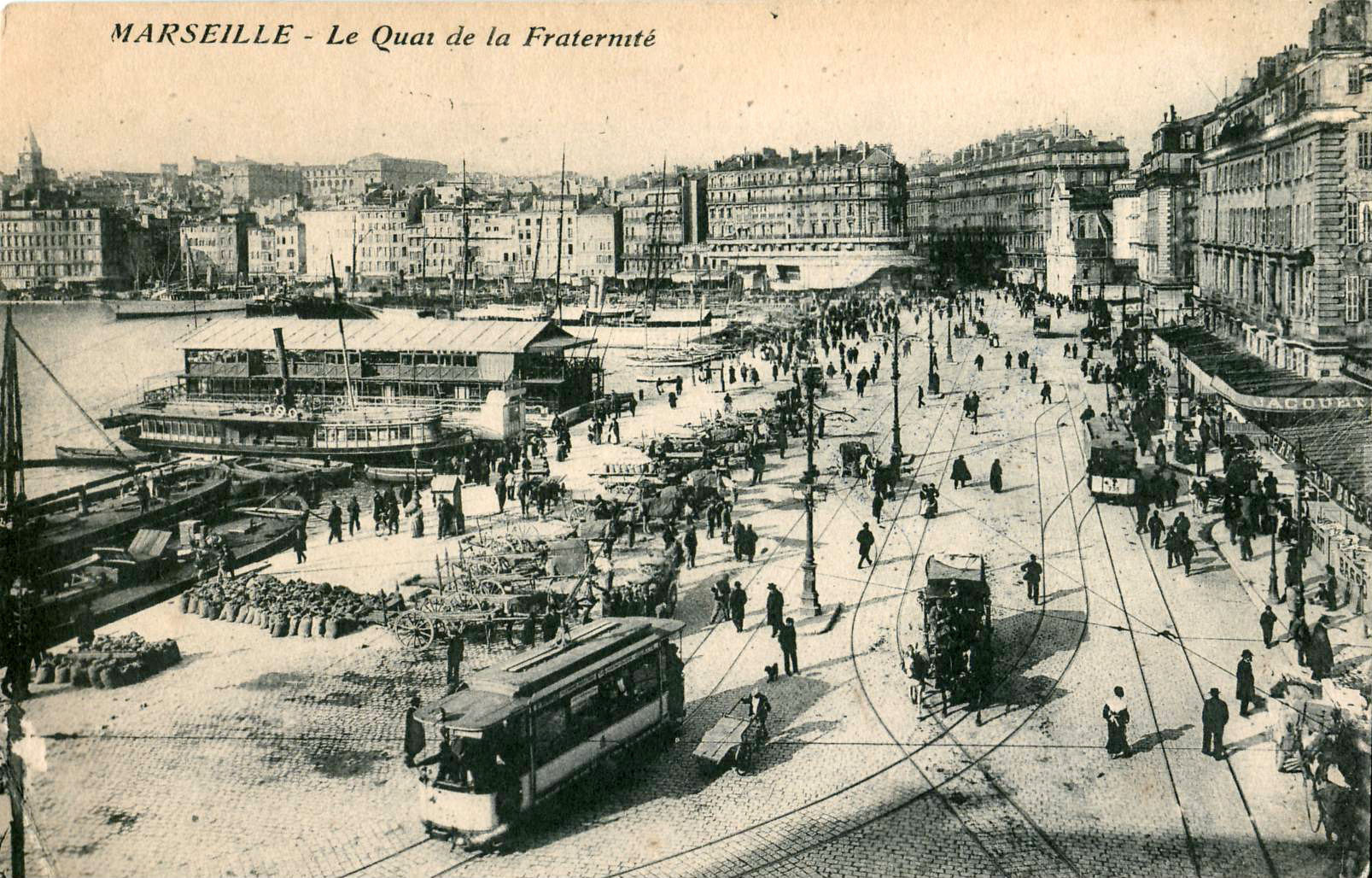
La banchina della Fraternité, servita negli anni 1910 dal vecchio tram di Marsiglia

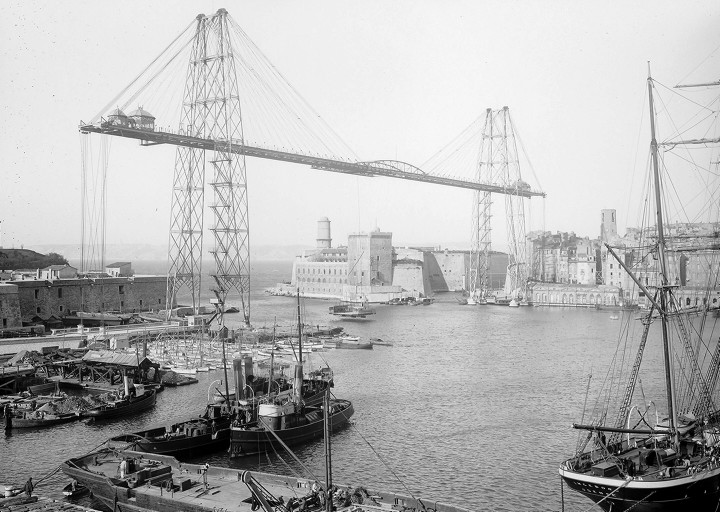
Veduta generale del ponte trasportatore che attraversava il porto

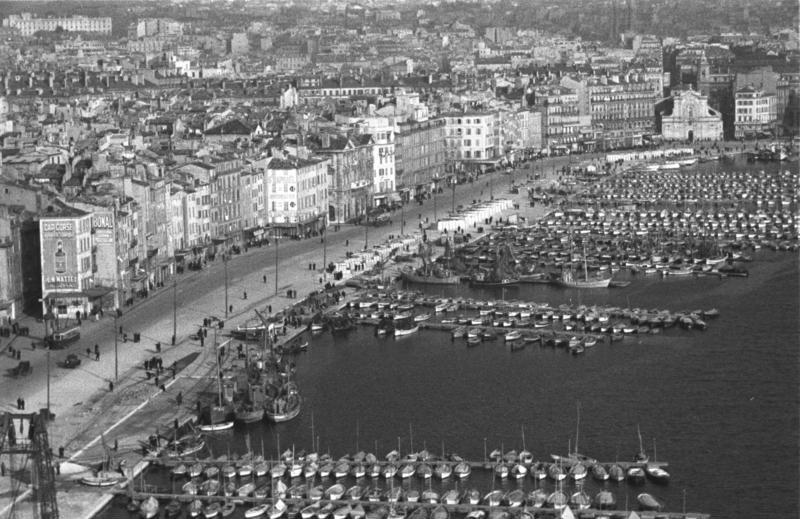
La riva nord vista dal ponte, poco prima della distruzione del gennaio 1943

#### Il ponte
Dal 1905 al 1944, un ponte permetteva l'attraversamento del golfo portuale. Nel 1905 l'architetto Ferdinand Arnodin propose la costruzione che attraversasse il golfo del porto da una riva all'altra con una concessione di 75 anni. Si trattava di un ponte sospeso del tipo a contrappesi e articolazioni che collegava le banchine tra il forte Saint-Jean e il bacino di carenaggio a lato del forte Saint-Nicolas. Fu inaugurato il 15 dicembre 1905.
Era costituito da due piloni di 86,60 metri di altezza e di 240 tonnellate di peso cadauno; a 50 metri s.l.m. un piano di 239 metri di lunghezza collegava i due piloni e una navetta di 120 m² di superficie e di 20 tonnellate di peso collegava le due rive in 1' e 30''.
Sulla sommità si trovava un ristorante che serviva pesci, bouillabaisse e aragoste. Già negli anni trenta esso funse solo più come decorazione a causa degli elevati costi di manutenzione.
Il 22 agosto 1944, l'esercito tedesco fece saltare il ponte per ostruire il porto nel corso della battaglia di Marsiglia, ma dei due piloni, uno solo cadde. L'altro fu distrutto il 1 settembre 1945, con una carica di 400 kg di esplosivo.
Dal 1967, all'altezza dei forti Saint-Jean e Saint-Nicolas, un sottopassaggio permette la circolazione dei veicoli collegando le rive nord e sud del Vecchio porto. Esso è composto di due tunnel a senso unico di circolazione - Est e Ovest - ciascuno a due corsie e riservati ai veicoli leggeri. La lunghezza è di 600 metri.

#### Il mercato del pesce

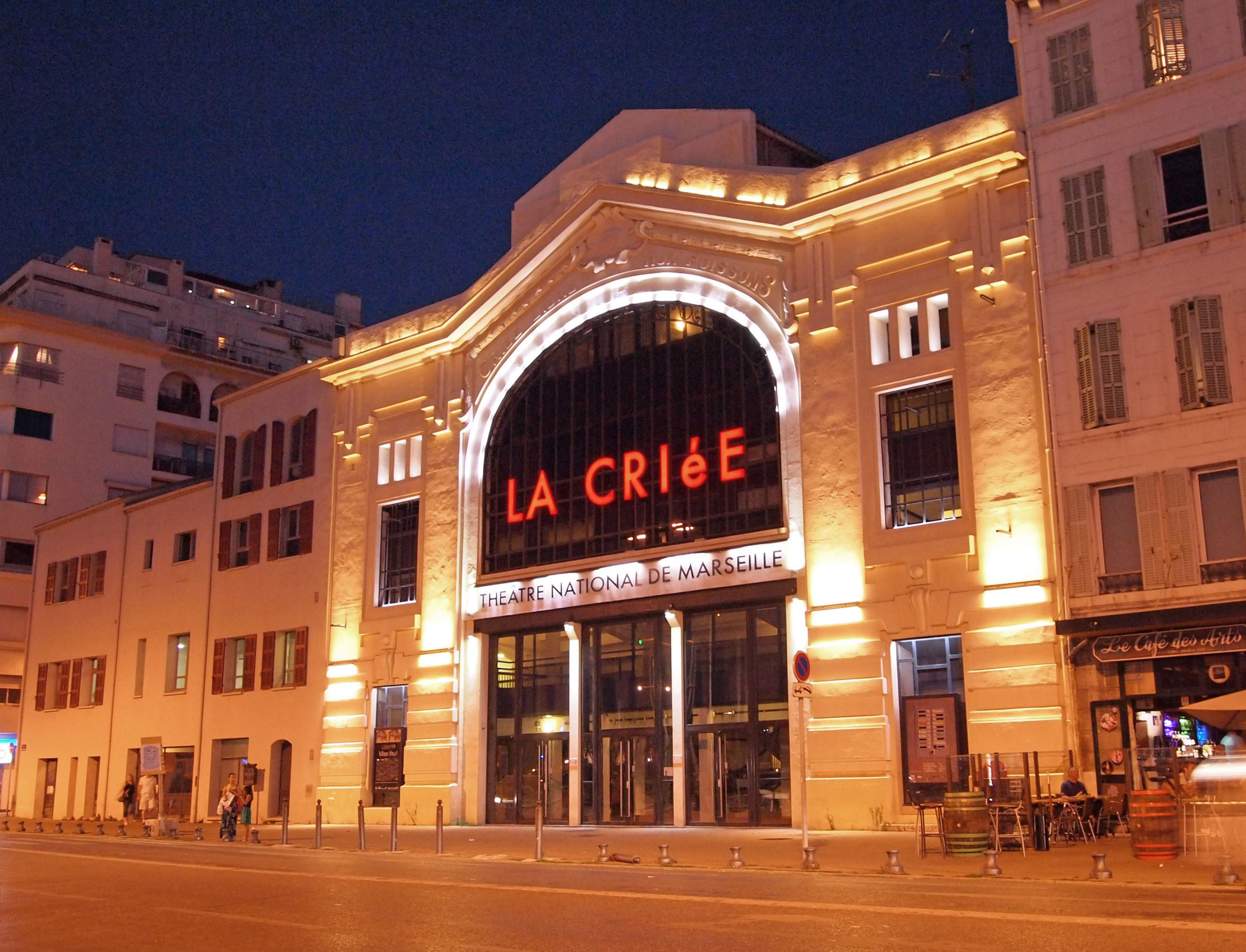
Ingresso de La Criée.

Nel 1909 fu creato sulla riva meridionale il mercato coperto del pesce, che rimarrà attivo fino al 1975, quando fu trasformato in teatro (La Criée) e ospita due sale di spettacolo. La facciata è stata conservata.

#### La distruzione del quartiere delVieux-Port

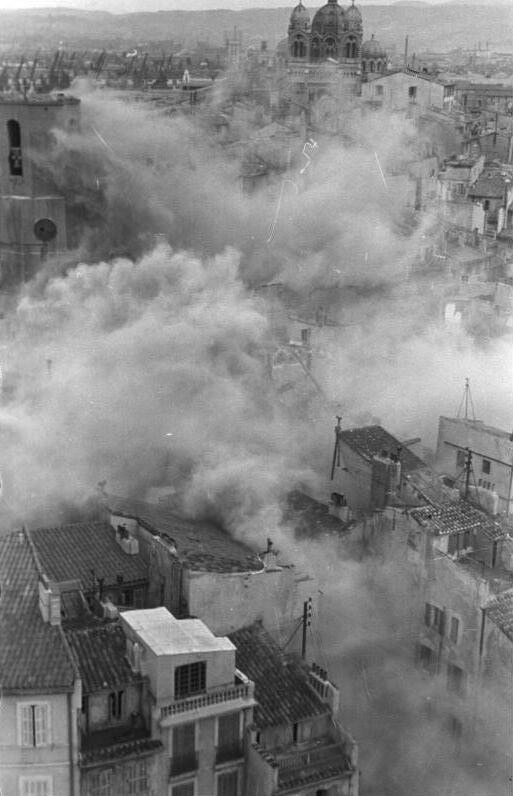
Distruzione di immobili nel vecchio quartiere Le Panier nel febbraio 1943.

La seconda guerra mondiale sconvolse il quadro del Vecchio porto: il vecchio quartiere sulla riva nord (denominato Le Panier) fu fatto saltare dai nazisti con l'aiuto della polizia francese nel corso della retata di Marsiglia: tra il 22 e il 24 gennaio 1943, 30 000 persone, abitanti del vecchio quartiere, vennero espulse. Il venerdì 22 gennaio iniziò una retata diretta alla popolazione ebraica del quartiere del Vecchio porto: parecchie migliaia di persone furono arrestate, tra le quali alcune centinaia di ebrei, che furono inviati ai campi di concentramento francesi e quindi ai campi di sterminio. Casa per casa i 1500 immobili del Vecchio porto furono poi fatti saltare con la dinamite, lasciando un campo di rovine.

#### Dopoguerra

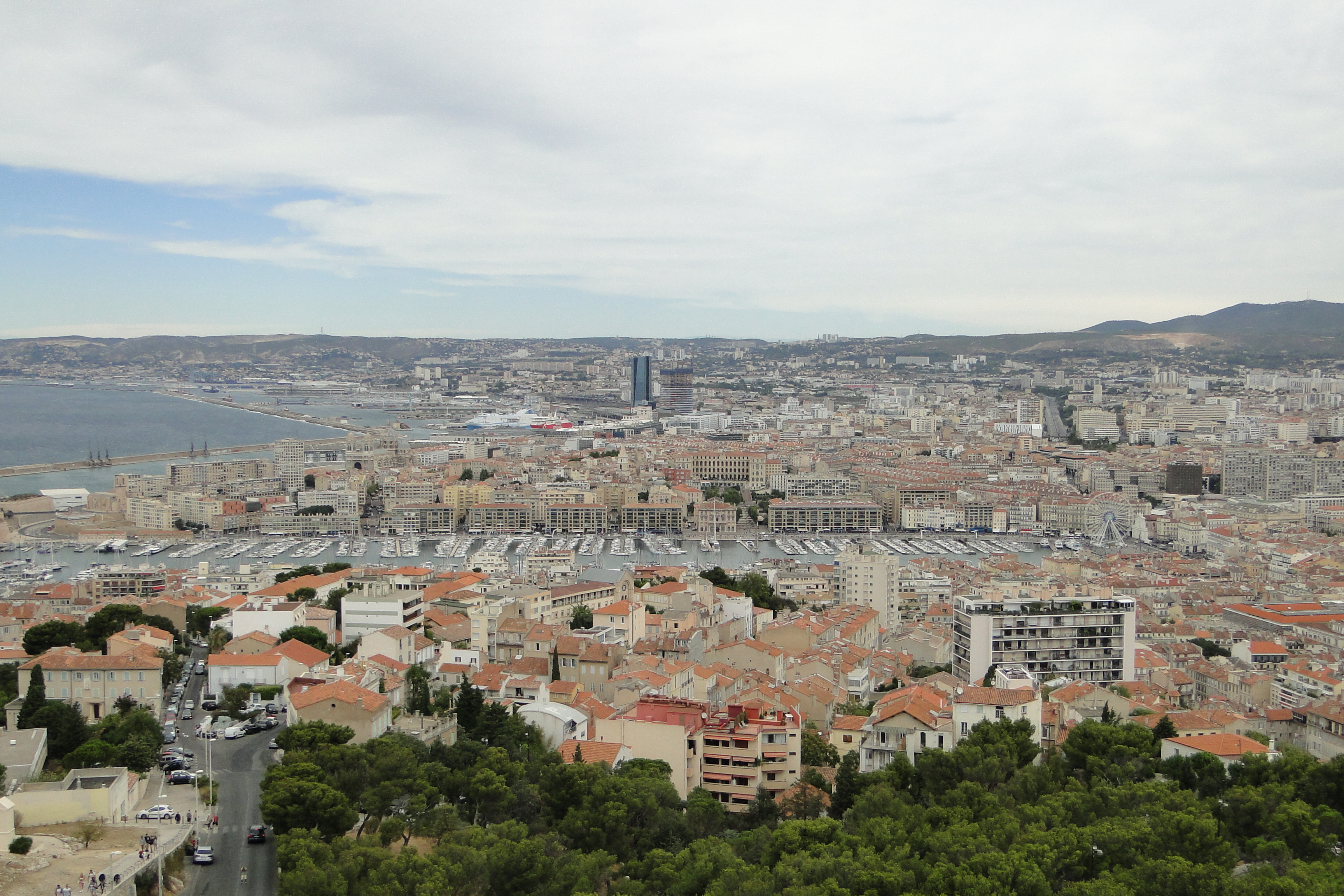
Il Vieux Port

Il quartiere della riva nord-est fu ricostruito dall'architetto Fernand Pouillon nel 1948. In quell'occasione furono rinvenuti alcuni dolium di epoca romana, che sono esposti in situ nel Museo dei magazzini romani.
Nel 1976 tutte le attività di pesca e "La Criée" (mercato coperto dei pesci) furono trasferiti nel porto di Saumaty. Il traffico merci e passeggeri si effettua nel Gran porto marittimo di Marsiglia (l'antico Port autonome) nel bacino situato a nord del Vecchio porto, vicino a Fos-sur-Mer. 
Il Vecchio porto oggi è essenzialmente un porto turistico comunale, completato in questa funzione dai porti della Pointe Rouge, dell'arcipelago delle Frioul e dell'Estaque.
L'unico traffico passeggeri consiste in navette turistiche (dirette all'arcipelago delle Frioul, al Castello d'If e alle calanche di Marsiglia) e in navette di trasporto (batobus), poste in funzione nel 2012 e dirette alla Pointe Rouge e all'Estaque.

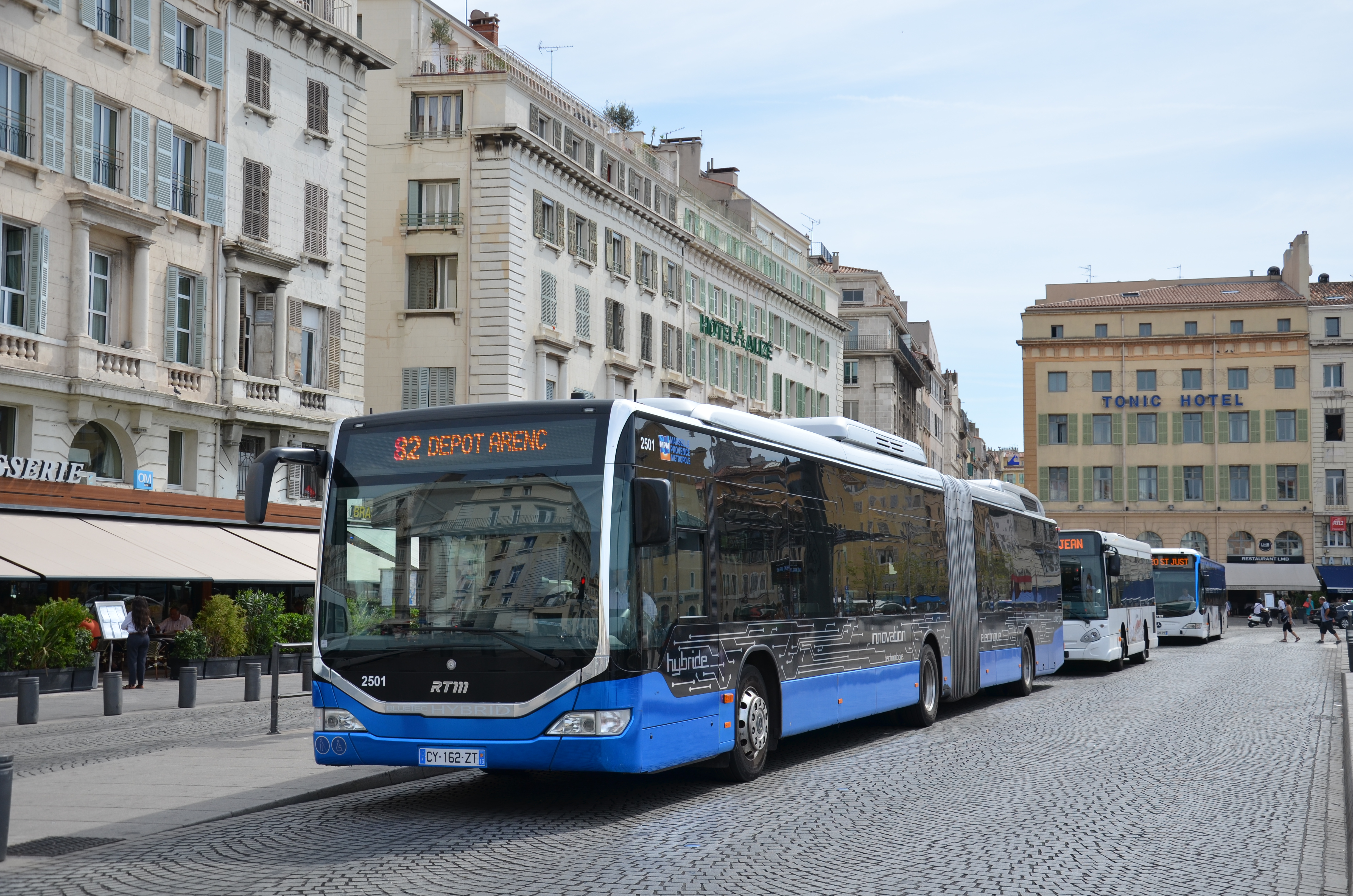
Il Vecchio Porto è servito dagli autobus della Régie des transports métropolitains (RTM)

#### Sistemazione del 2013
Con la scelta di Marsiglia come Città capitale della cultura del 2013, la Comunità urbana di Marsiglia ha lanciato un concorso internazionale di ristrutturazione e riorganizzazione del Vecchio porto.
Il progetto prescelto è stato sviluppato dall'architetto Norman Foster e dal paesaggista Michel Desvigne.
Il Vecchio porto è stato allora semi-pedonalizzato, poiché i pedoni hanno ottenuto una superficie considerevole, nonostante che le vie di circolazione automobilistica non siano scomparse (rimangono due corridoi per autobus e due per automobili, contro i sei precedenti il progetto). Il costo della prima fase dei lavori è previsto in 36 milioni di euro.